# Velké národní divadlo v Pekingu
Velké národní divadlo (čínsky 国家大剧院, pchin-jinem Guó jiā dà jù yuàn , v českém přepisu Kuo-ťia ta ťü-jüan) je architektonicky velmi originální budova v centru čínského hlavního města Peking, jejíž slavnostní otevření se uskutečnilo po šesti letech stavby, v prosinci 2007. Její podobu navrhl francouzský architekt Paul Andreu.
Budova má podobu polovičního elipsoidu, obklopeného umělým jezerem, v němž se symetricky odráží; vzniká tak iluse, že má oválný tvar. Jde o obrovskou kupoli, v níž se nacházejí sály pro operu (2416 míst), pro koncerty (2017 míst) a pro divadelní představení (1040 míst). Vnější konstrukce je z titanu a skla, jejichž kombinace visuálně evokuje tradiční čínský symbol pro jin a jang. Pro svůj tvar bývá často přezdívána Vejce.
Stavba se nachází v historické části města v obvodě Si-čcheng; v bezprostřední blízkosti Náměstí Nebeského klidu.